# ニンジンプリン
ニンジンプリン（英語: Carrot pudding）とは、世界中の様々な文化圏において伝統的に作られている料理である。日本では「プリン」と言えば菓子の一種たるカスタードプリンを指すことがほとんどだが、甘みがなくおかずとして食されるプディングも「プリン」の一種である。ニンジンプリンもプディングとして作りおかずにする場合と、デザートにする場合の両方が存在する。
1591年に出版された英語のレシピ本では、「Carret（原文ママ、ニンジンのこと）の根のプリン」と説明されており、基本的に肉、ショートニング、クリーム、卵、レーズン、甘味料（ナツメヤシと砂糖）、スパイス（クローブとメイス）、削ったニンジン、パン粉と共に詰められたニンジン、とある。 『オックスフォード食の大冒険』で、作家のアラン・デビッドソンは、ヨーロッパではニンジンが甘いケーキを作るために使われたと考えている。 これらはキャロットケーキの前身であった。ニンジンプリンは、遅くとも18世紀からアイルランドで食されている。 第二次世界大戦中の英国では、甘味料が配給制だったため、ニンジンプディングが代替品と見なされていた。戦後は、キャロットケーキが「健康食品」と見なされるようになった。 
主にインドのパンジャーブ州では甘い菓子のニンジンプリンが作られており、ガジャルハルワと呼称されている。   